# Веццано-Лигуре
Веццано-Лигуре (итал. Vezzano Ligure) — коммуна в Италии, располагается в регионе Лигурия, в провинции Ла Специя.
Население составляет 7354 человека (2008 г.), плотность населения составляет 399 чел./км². Занимает площадь 18 км². Почтовый индекс — 19020. Телефонный код — 0187.
Покровительницей коммуны почитается Пресвятая Богородица (Madonna del Molinello), празднование 3 июня.

## Демография
Динамика населения:

## Администрация коммуны
- Официальный сайт: http://www.comune.vezzanoligure.sp.it/